# Cucullia verbasci
Cucullia verbasci là một loài bướm đêm trong họ Noctuidae.

## Hình ảnh

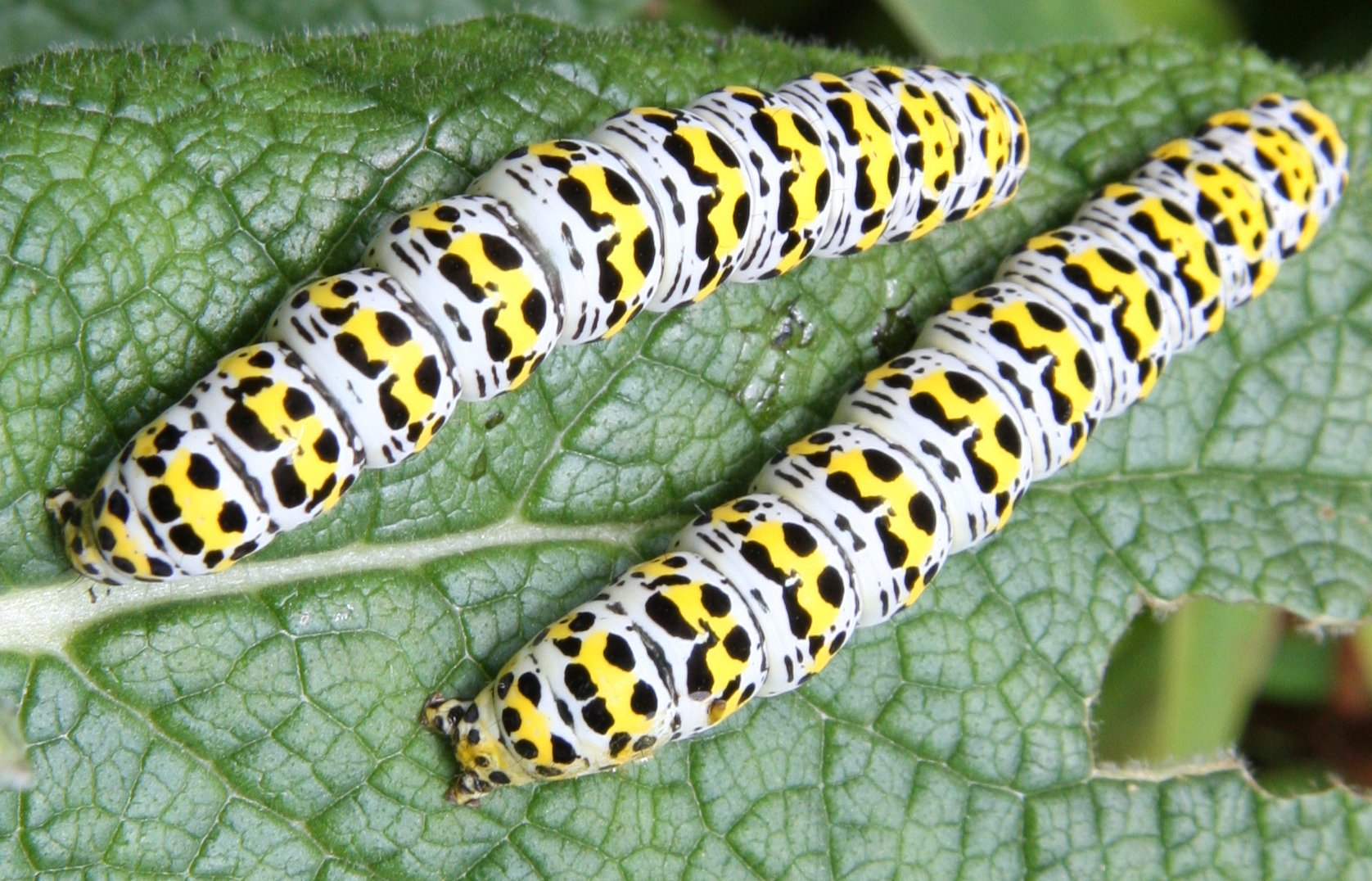
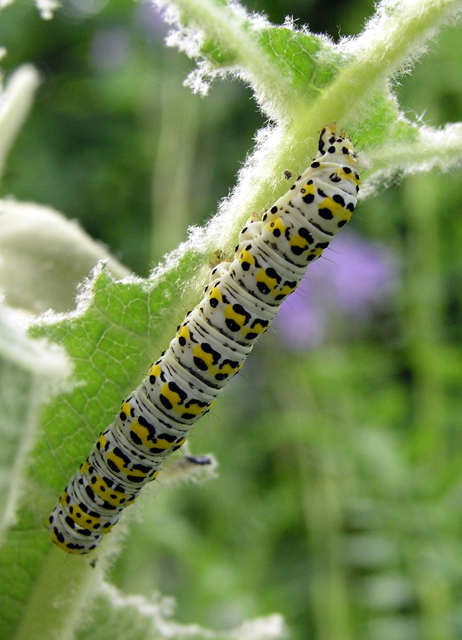
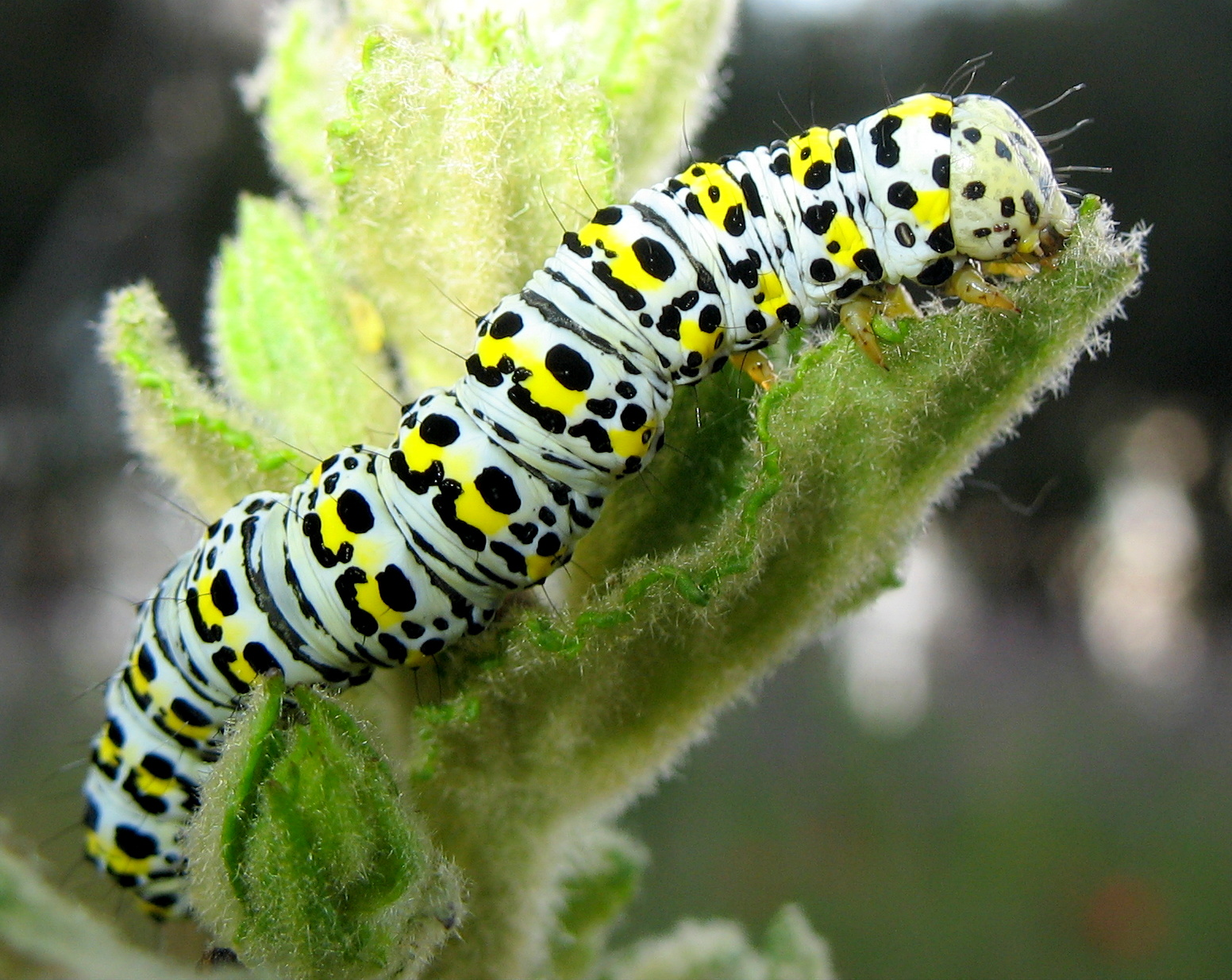

- Tập tin:Shargacucullia verbasci - ngày 3 tháng 6 năm 2013.webm